# Poul Scheel
 Der er flere personer med dette navn, se Poul Scheel (generalkonsul).
 Ikke at forveksle med Paul Scheel.
Poul Scheel (født 28. februar 1773 i Itzehoe, død 17. juni 1811 i København) var en dansk læge.
Scheel studerede oprindelig jura i Göttingen, men gik over til medicinen. Efter at være immatrikuleret 1794 i København tog han medicinsk eksamen 1796, men var allerede året forud blevet ansat som reservelæge ved Fødselsstiftelsen under Matthias Saxtorph. Scheel tog doktorgrad 1798 med den på forskellig måde opsigtvækkende afhandling: De liquore amnii, rejste derefter udenlands, besøgte atter Göttingen og senere Wien og Italien, hvor han blev angrebet af en epidemisk sygdom og var døden nær.
Hjemkommen blev han 1801 hofmedikus, samme år reservelæge ved Plejestiftelsen og fra 1802 stadsfysikus, hvad der betød, at der lagdes stort beslag på hans administrative evner. Han var således meddirektør for fattigvæsenet og for Fødselsstiftelsen, og i Sundhedskollegiet sad han fra dets oprettelse 13. maj 1803 til sin død. Scheel var en meget fremragende hygiejniker med stor interesse for socialmedicin. Han forbedrede vandvæsenet og renovationen, ordnede sygeplejen under fattigvæsenet og var den første, der skaffede den danske hovedstad vaccine. Også på det humanitære område gjorde han sig gældende (prostitutionen, druknendes redning).
Han blev gift med Amalie Sophie Augusta Scheel f. Zagel (1777 – 1821) d. 25. august 1804. Hun var datter af justitsråd, og direktør for den kgl. Lotto i Altona, Lucas Friedrich Zagel og hustru Christiana Sophia Ulrika Zagel f. Hennings.
Scheel udfoldede en stor litterær virksomhed både som udgiver og som oversætter, i mindre grad som forfatter, og han bidrog meget til at gøre dansk medicin kendt i udlandet. Blandt oversættelserne findes (fra latin) Matthias Saxtorphs gesammelte Schriften, Kopenhagen 1803, samt nogle arbejder over epidemiske sygdomme. Han grundlagde med Pfaff i Kiel Nordisches Archiv für Natur- und Arzneikunde (1799—1807), som fortsattes i Neues nordisches Archiv. Med matematikeren C.F. Degen udgav han Physicalische, chemische, naturhistorische und mathematische Abhandlungen, udvalgte af Videnskabernes Selskabs skrifter. Selv udgav han det ufuldendte værk: Die Transfusion des Blutes I—II, 1802—03, og en lille afhandling om en epidemi af mundklemme på Færøerne.
Som Saxtorphs elev nød Scheel stort ry som fødselshjælper. I disputatsen lededes han ind på studier over fosterets kvælningsdød, og han fik her blivende betydning som den, der indførte instrumental opsugning af slim et cetera fra det nyfødte barns svælg og luftrør. Han angav hertil et særligt instrument, som han også anbefalede til anvendelse ved drukning eller forgiftninger (maveudpumpning). Han er begravet på Assistens Kirkegård.